# ويليام بي. بريتون
ويليام بي. بريتون (بالإنجليزية: William B. Britton) هو سياسي أمريكي، ولد في 1829. حزبياً، نشط في الحزب الجمهوري. وقد انتخب عضو جمعية ولاية ويسكونسن.